# Leyla Yunus

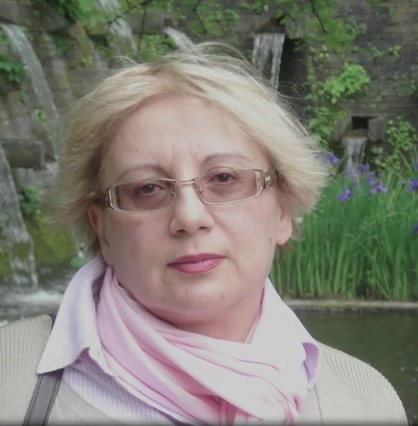
Leyla Yunus

Leyla Islam qizi Yunusova (geb. Leyla Islam qizi Vəliyeva, * 21. Dezember 1955 in Baku), besser bekannt als Leyla Yunus, ist eine aserbaidschanische Menschenrechtsaktivistin und seit 1995 Direktorin der Menschenrechtsorganisation „Institut von Frieden und Demokratie“. Sie ist besonders bekannt für ihren Einsatz für diejenigen Menschen, die von den seit 2008 stattfindenden Zwangsräumungen in Baku betroffen sind.

## Karriere
In den späten 1980ern war Yunus in der damaligen Sowjetunion in reformistischen Kreisen tätig. 1988 gründete sie gemeinsam mit einer kleinen Gruppe moderater Intellektueller die „Volksfront der Aserbaidschaner zur Unterstützung der Perestroika“, einer Vorgängerorganisation der Volksfront Aserbaidschans.
Im Januar 1990 gründete Yunus zusammen mit Zardusht Alizadeh die Sozialdemokratische Partei, mit dem Ziel, eine moderate Stimme in das Politikgeschehen Aserbaidschans einzubringen. Im April 1990 veröffentlichte Yunus ein Essay Die Verantwortlichkeiten eines Politikers, das für einen gemäßigten Kurs abseits von extremem Nationalismus und der Gewaltherrschaft der Sowjetunion plädierte.
Während des Bergkarabachkonflikts zwischen 1992 und 1993 war Yunus stellvertretende Verteidigungsministerin Aserbaidschans. Anschließend begann sie, gemeinsam mit sozial engagierten Aktivisten zum Frieden zwischen Aserbaidschan und Armenien aufzurufen. Gemeinsam mit ihrem Ehemann Arif engagiert sie sich aktiv für Versöhnung mit den Armeniern.
2009 wurde sie vom aserbaidschanischen Innenminister Ramil Usubow wegen Diffamierung verklagt, da sie öffentlich das Verhalten der Polizei während der Entführung von zwei jungen Mädchen kritisiert und den Polizisten vorgeworfen hatte, den Schmugglern der beiden entführten Mädchen geholfen zu haben. Organisationen wie Human Rights Watch forderten daraufhin die aserbaidschanische Regierung auf, die Anklage fallen zu lassen.
In weiterer Folge kritisierte sie wiederholt das Verhalten der Polizei bei den Zwangsräumungen in der Altstadt von Baku und drohte 2011 damit, die Fälle von Zwangsenteignung vor den Europäischen Gerichtshof für Menschenrechte zu bringen. Am 11. August 2011 wurde Yunus’ Büro in Baku abgerissen, nachdem die Behörden Minuten zuvor den Abriss angekündigt hatten. Yunus selbst befand sich zu diesem Zeitpunkt in Norwegen. Vertreter der Europäischen Union verurteilten die Einebnung des Büros und betonten die Wichtigkeit der Partnerschaft von Yunus’ Institut mit der internationalen Gemeinschaft. Die Aktion wurde in einem gemeinsamen Brief auch von 52 Menschenrechtsorganisationen aus 14 Ländern verurteilt.
Gemeinsam mit Rasul Jafarow gründete Yunus 2014 eine Arbeitsgruppe, die eine Liste der politischen Häftlinge in Aserbaidschan zusammenstellen sollte. Beide wurden im selben Jahr verhaftet und fanden sich ebenfalls auf der Liste wieder, die im August 2014 vom Norwegischen Helsinki-Komitee herausgegeben wurde. Hintergrund der Verhaftung von Yunus und ihrem Ehemann Arif Yunus im April 2014 am Flughafen Baku war der Vorwurf der aserbaidschanischen Regierung, dass Yunus für Armenien spioniere. Die Inhaftierung Yunus’ und ihr schlechter Gesundheitszustand, der auf die mangelnde medizinische Versorgung im Gefängnis zurückzuführen war, führten zu Protesten der Parlamentarischen Versammlung des Europarates, von Reporter ohne Grenzen und anderen Nichtregierungsorganisationen (NGOs).
Am 13. August 2015 wurde Yunus wegen Betrugs, Steuerhinterziehung und anderer angeblicher Vergehen zu achteinhalb Jahren Haft verurteilt, ihr Ehemann zu sieben Jahren. Westliche Regierungen und NGOs protestierten abermals gegen die Verfolgung von Aktivisten wie Leyla Yunus. Am 9. Dezember desselben Jahres wurde Yunus aus Gesundheitsgründen aus der Haft entlassen und die unbedingte Haftstrafe in eine bedingte Haftstrafe umgewandelt.

## Auszeichnungen
2013 erhielt Yunus den Theodor-Haecker-Preis der Stadt Esslingen am Neckar. Im Vorfeld der Verleihung versuchte der aserbaidschanische Honorarkonsul und ehemalige Sprecher der deutschen Bundesregierung, Otto Hauser, vergeblich, durch einen Anruf beim Esslinger Oberbürgermeister Jürgen Zieger diese Auszeichnung zu verhindern. Hauser weigerte sich auch später, sich für Yunus einzusetzen. 2014 erhielt sie den in Polen verliehenen Sergio-Vieira-de-Mello-Preis. Yunus wurde im Oktober 2014 der Andrei Sacharow-Freiheitspreis verliehen. Im selben Monat war sie eine der drei Finalisten für den Sacharow-Preis. Im Zuge der Nominierung kündigte das Europäische Parlament an, eine Delegation nach Aserbaidschan zu schicken, um sie in ihren Bemühungen um Demokratie und Freiheit in ihrem Land zu unterstützen.